# Śluby Jana Kazimierza
Śluby Jana Kazimierza – obraz polskiego malarza Jana Matejki z 1893 roku znajdujący się w kolekcji Muzeum Narodowego we Wrocławiu.

## Opis
Obraz o wymiarach 315 × 500 cm przedstawia wydarzenie historyczne, które miało miejsce dnia 1 kwietnia 1656 roku we Lwowie – złożenie ślubowania obietnic rozszerzenia praw obywatelskich szlachcie i polepszenia bytu chłopstwu, przez króla Jana Kazimierza.
Król Jan Kazimierz na obrazie znajduje się w jego lewej części, klęcząc przed ołtarzem. Innymi historycznymi postaciami namalowanymi na tym płótnie są: biskup lwowski Jan Tarnowski, stoi na lewo od króla, królowa Maria Ludwika klęcząca tuż za królem, za nią hetman Stefan Czarniecki, obok niego marszałek wielki koronny Jerzy Sebastian Lubomirski, trzymający buławę hetman polny koronny Stanisław Lanckoroński, klęczący hetman wielki koronny Stanisław Rewera Potocki oraz trzymający chorągiew książę Krzysztof Zbaraski. W skrajnej lewej części obrazu stoi oparty o ołtarz wojewoda łęczycki Jan Leszczyński.
Obraz ten jest ostatnim wielkim płótnem, które namalował Jan Matejko, tworzył go od marca do października 1893 r. Prace nad obrazem przerwała śmierć artysty. O tym, że obraz jest niedokończony, mogą świadczyć szkicowe przedstawienia niektórych postaci w prawej części obrazu.
Przed rokiem 1945 obraz znajdował się w Galerii Narodowej we Lwowie, od roku 1946 znajduje się w Muzeum Narodowym we Wrocławiu, w galerii sztuki polskiej XVII–XIX w.

## Galeria

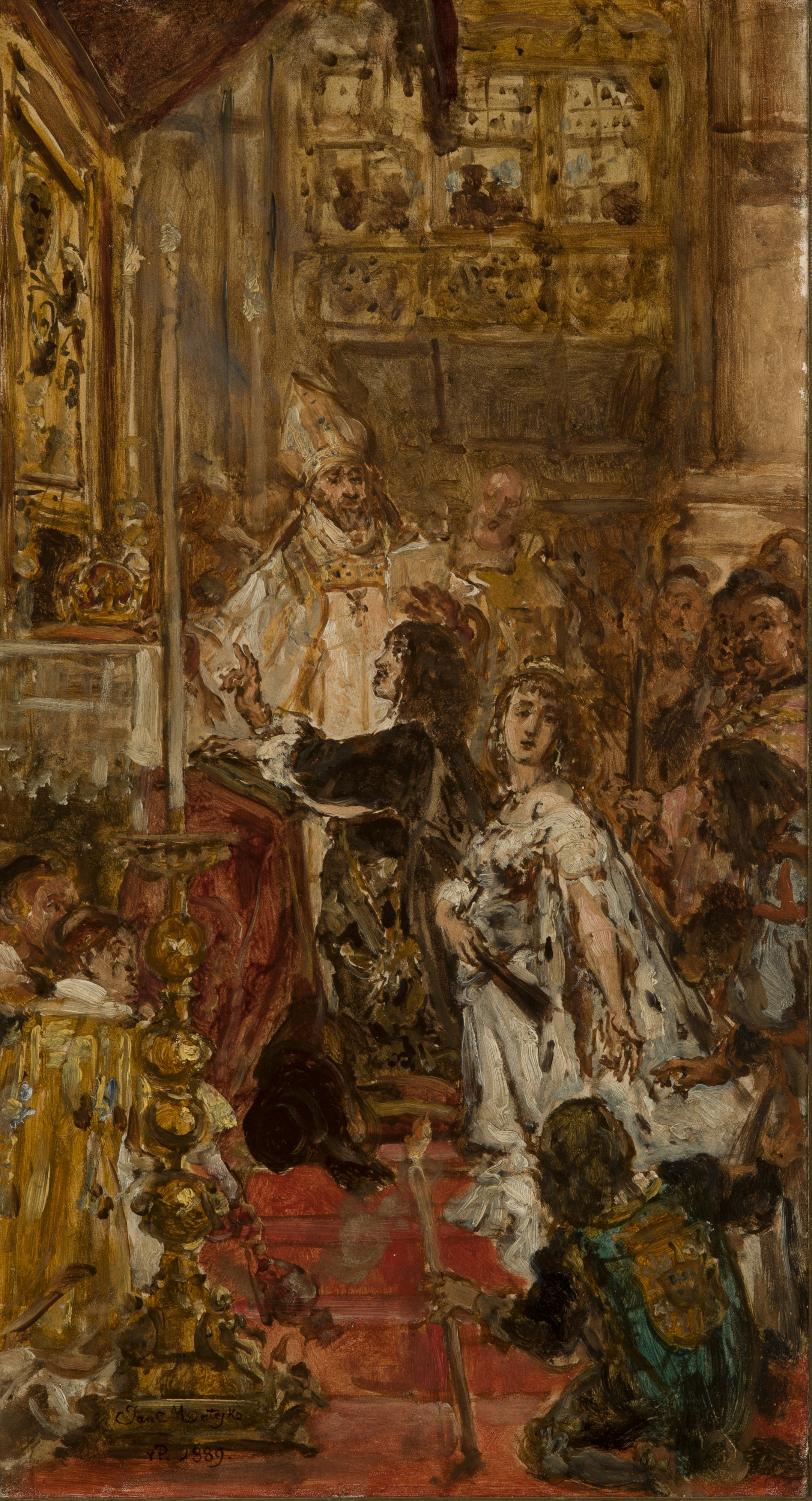
Śluby Jana Kazimierza, 1889, olej na desce, Muzeum Narodowe w Krakowie; ten obraz był szkicem do właściwego dzieła z 1893